# Chlorissa olivaceomarginata
Chlorissa olivaceomarginata är en fjärilsart som beskrevs av Burrows 1908. Chlorissa olivaceomarginata ingår i släktet Chlorissa och familjen mätare. Inga underarter finns listade i Catalogue of Life.